# Erstfeld
Erstfeld (ⓘ) ist eine Einwohnergemeinde im Schweizer Kanton Uri. Das im Reusstal gelegene Dorf ist ein Eisenbahnerort.
Erstfeld liegt an einer der bedeutendsten europäischen Transitachsen, dem Pass über das Gotthardmassiv. Dank der zentralen Lage sind von hier alle Gebiete der Schweiz in relativ kurzer Zeit erreichbar. Mit dem Bau und der Eröffnung der Gotthardbahn im Jahr 1882 wurde Erstfeld in wenigen Jahren aus einem kleinen und unbedeutenden Bauerndorf zum für ganz Europa wichtigen Eisenbahnstandort an einer die Alpen querenden Nord-Süd-Route. Hundert Jahre später löst ein Autotunnel im Verlauf der A2 die nun nur noch landschaftlich schöne Passstrasse ab und 2016 wird der neue, wie die alte Streckenführung ebenfalls bautechnisch spektakuläre, fast 60 km lange Eisenbahntunnel (Gotthard-Basistunnel) für den dadurch beschleunigten Personen- und Güterverkehr eingeweiht. Erstfeld ist dabei seit ca. 150 Jahren jeweils der nördliche Ausgangspunkt grosser baulicher Eingriffe in den Alpenraum.

## Geographie
Der alte Dorfteil befindet sich auf der linken Reussseite am Eingang zum Erstfeldertal, das durch den Schlossberggletscher (Glattenfirn) abgegrenzt wird.
Die westliche Gemeindegrenze reicht bis ans Ende des Erstfelder Tals hinauf zu den beiden Spannort-Gipfeln (Kleiner Spannort 3140 und Grosser Spannort 3198 m ü. M.). Den Grossteil des Gemeindegebiets bedecken das Erstfelder Tal und seine umschliessenden Bergketten. Es ist ein linksseitiges Nebental des Urner Reusstals und wird vom Alpbach durchflossen. Doch wohnt nur ein sehr geringer Teil der Einwohner in diesem Tal. Der Ort Erstfeld liegt im Reusstal. Linksufrige Ortsteile sind Taubach, Niderhofen, Leitschach und Seewadi. Das Dorf und verschiedene andere Quartiere wie Bitzi, Rüti und Lussi liegen auf der rechten Reussseite.
Nur 167 ha oder 2,8 % der Gemeinde sind Siedlungsfläche. Davon sind 69 ha Gebäude- und 18 ha Industrieareal sowie 72 ha Verkehrsfläche. Umfangreicher ist die Landwirtschaftsfläche mit 694 ha oder einem Anteil von 11,7 %. Darunter befinden sich grosse Alpgebiete im Erstfelder Tal und am Westhang von Bälmeten (2414 m ü. M.) und Schwarz Grat (2018 m ü. M.). Sie bedecken eine Fläche von 373 ha. Dazu kommen 311 ha Wies- und Ackerland. Ausserdem sind 1730 ha oder 29,2 % von Wald und Gehölz bedeckt. Unproduktives Gebiet umfasst den Grossteil des Gemeindegebiets, genauer 3329 ha oder 56,2 %. Dabei handelt es sich fast ausschliesslich um hochalpine Gebiete in Form von Gebirge, Gletscher und sonstigen vegetationslosen Flächen.
Erstfeld grenzt im Westen und Norden an Attinghausen, im Norden an Schattdorf, im Osten an Silenen und im Süden an Gurtnellen und Wassen.

## Bevölkerung
| Jahr | Einwohner |
| ---- | --------- |
| 1743 | 614       |
| 1799 | 700       |
| 1850 | 916       |
| 1880 | 1184      |
| 1888 | 1748      |
| 1900 | 2416      |
| 1910 | 3149      |
| 1920 | 3263      |
| 1930 | 3122      |
| 1970 | 4516      |
| 1980 | 4158      |
| 2000 | 3933      |
| 2005 | 3869      |
| 2010 | 3795      |
| 2013 | 3879      |

Die Einwohnerzahl erreichte um die Mitte des 18. Jahrhunderts die Zahl von 614 Bewohnern. In der Zweiten Hälfte des 18. Jahrhunderts wuchs die Einwohnerschaft nur langsam (1743–1799: +14,0 %). Dieses Wachstum verstärkte sich dann in den nachfolgenden 51 Jahren (1799–1850: +30,9 %). Erstfeld lag an der Säumerroute über den Gotthard. Dies führte zu einem weiteren Bevölkerungsanstieg bis 1880 (1850–1880: +29,3 %). Die Eröffnung der Gotthardbahnlinie im Jahr 1882 und die Errichtung eines Eisenbahndepots in der Gemeinde führten zu einer Bevölkerungsexplosion bis zum Jahr 1910 (1880–1910: +166 %). In den 1920er Jahren kam es zu einem kleinen Bevölkerungsrückgang, gefolgt von einer weiteren Wachstumsphase (1930–1970: +44,7 %). Insgesamt hat sich die Bevölkerung in den 120 Jahren zwischen 1850 und 1970 fast verfünffacht (1850–1970: +3600 Menschen oder + 393 %). Seit dem Höchststand des Jahres 1970 hat ein markanter Bevölkerungsrückgang eingesetzt. In den letzten 35 Jahren verlor Erstfeld 738 Einwohner oder 16,3 %. Ein wichtiger Grund hierfür ist der Abbau der Arbeitsplätze bei der Bahn, die für das Eisenbahnerdorf grosse Auswirkungen hatte.

### Sprachen
Die Bevölkerung spricht eine höchstalemannische Mundart. Fast die gesamte Einwohnerschaft spricht als tägliche Umgangssprache Deutsch. Bei der letzten Volkszählung im Jahr 2000 gaben 88,74 % Deutsch, 3,74 % Serbokroatisch und 2,39 % Italienisch als Hauptsprache an.

### Religionen – Konfessionen

Erstfeld und Reusstal, historisches Luftbild von 1931, aufgenommen aus 500 Metern Höhe von Walter Mittelholzer

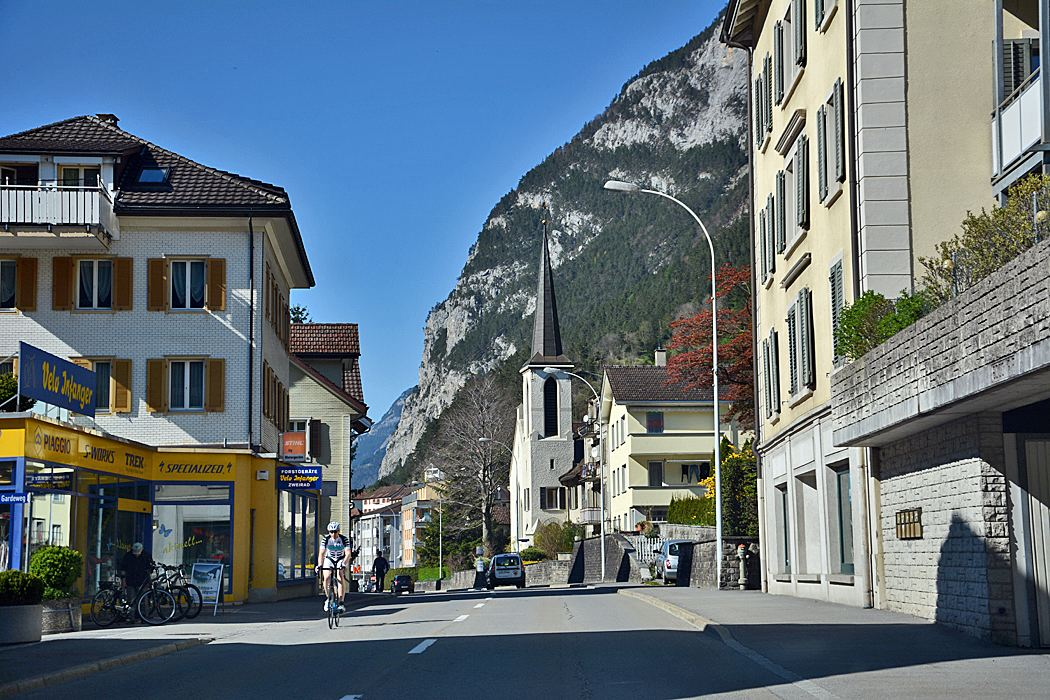
Dorfzentrum mit reformierter Kirche

Die Bevölkerung war früher vollumfänglich Mitglied der römisch-katholischen Kirche. Die Konfessionsverhältnisse im Jahr 2000 lassen immer noch die ursprüngliche Struktur erkennen. 3112 Personen waren katholisch (79,13 %). Daneben gab es 10,25 % evangelisch-reformierte und 1,60 % orthodoxe Christen, 3,46 % Muslime und 2,67 % Konfessionslose. 89 Personen (2,26 %) machten keine Angaben zu ihrem Glaubensbekenntnis.

### Herkunft – Nationalität – Staatsbürgerschaft
Von den 3778 Bewohnern Ende 2005 waren 3309 (87,59 %) Schweizer Staatsangehörige (zumeist Deutschschweizer). Die 12,41 % zugewanderten Bewohner stammen mehrheitlich aus Südeuropa (Italien und Portugal), der Türkei, dem früheren Jugoslawien (Serbien-Montenegro, Kroatien und Bosnien-Herzegowina) und Sri Lanka. Bei einer früheren Volkszählung im Jahr 2000 waren 3451 Personen (87,74 %) Bürger der Schweiz, davon 66 Personen mit einer zweiten Staatsbürgerschaft.

### Altersstruktur
Die Gemeinde zählt einen hohen Anteil an älteren Bewohnern. Der Anteil der Personen unter zwanzig Jahren von 22,65 % der Ortsbevölkerung liegt deutlich unter dem Anteil der Personen im Seniorenalter (60 Jahre und älter; 26,06 %). Auffallend ist die geringe Anzahl der Bewohner zwischen 20 und 29 Jahren und der hohe Anteil von Personen ab 45 Jahren. Dies ist eine Folge der Abwanderung von jungen Leuten seit 1970.
| Alter  | 0–6 Jahre | 7–15 Jahre | 16–19 Jahre | 20–29 Jahre | 30–44 Jahre | 45–59 Jahre | 60–79 Jahre | 80 Jahre und mehr |
| ------ | --------- | ---------- | ----------- | ----------- | ----------- | ----------- | ----------- | ----------------- |
| Anzahl | 276       | 420        | 195         | 427         | 877         | 713         | 804         | 221               |
| Anteil | 7,02 %    | 10,68 %    | 4,96 %      | 10,86 %     | 22,30 %     | 18,13 %     | 20,44 %     | 5,62 %            |

## Politik

### Legislative
Das gesetzgebende Organ der Gemeinde Erstfeld ist die offene Gemeindeversammlung, welche zweimal jährlich stattfindet.

### Exekutive
Als Exekutive leitet der siebenköpfige Gemeinderat die Geschicke der Gemeinde. Er ist nebenamtlich tätig. Derzeitiger Gemeindepräsident ist Walter Marty-Jauch (Stand 2024).

## Wirtschaft
Die wohl wichtigste Arbeitgeberin ist die Eisenbahn. Im Jahr 2005 gab es 47 Landwirtschafts- und Forstbetriebe, die 119 Arbeitsstellen anboten. Industrie und Gewerbe beschäftigten in 38 Arbeitsstätten 643, der Dienstleistungsbereich in 86 Betrieben 870 Personen (Beschäftigung auf Vollzeitstellen umgerechnet). Die Volkszählung 2000 ergab 57 Landwirtschafts- und Forstbetriebe mit 194 Beschäftigten. Die Betriebszählung 2001 kam auf 41 Industrie- und Gewerbebetriebe mit 624 und 101 Dienstleistungsunternehmen mit 917 Beschäftigten. Von den im Jahr 2000 1739 erwerbstätigen Personen Erstfelds arbeiteten 746 (42,90 %) in der eigenen Gemeinde. Insgesamt bot der Ort 1507 Menschen Arbeit an, von denen die Hälfte, genauer 746 (49,50 %), Einheimische waren.
Die 993 Wegpendler verrichten ihre Arbeit grösstenteils in anderen Gemeinden des Kantons Uri. Darunter arbeiteten 390 Personen in Altdorf, 175 in Schattdorf, 41 in Silenen, 40 in Flüelen, 32 in Bürglen UR und 21 in Seedorf UR. Es gab auch eine grössere Zahl von Pendlern in andere Kantone. Bedeutendste Arbeitsorte ausserhalb Uris waren die Stadt Luzern (39 Personen), die Gemeinde Schwyz (32), die Stadt Zug (19) und das schwyzerische Ingenbohl (18). Es gab aber zahlreiche Zupendler, nämlich 761 Personen. Diese kamen hauptsächlich aus den anderen Gemeinden des Kantons Uri. Die grösste Anzahl stellte Schattdorf (139 Menschen), gefolgt von Altdorf UR (134), Silenen (122), Bürglen UR (68), Flüelen und Seedorf UR (je 27) und Attinghausen (26).
2021/2022 wurde eine mit Tunnelwasser aus dem Gotthard-Basistunnel betriebene Fischzuchtanlage in Betrieb genommen.

## Geschichte
Die ersten menschlichen Spuren auf Erstfelder Boden sind fast 3000 Jahre alt. Schon vor Jahrhunderten wurde in der Nähe der Jagdmattkapelle ein prunkvolles Messer aus der Bronzezeit gefunden. Internationale Schlagzeilen machte Erstfeld 1962, als zwei italienische Gastarbeiter am Ausgang des Lochertals den Goldschatz von Erstfeld entdeckten.
Der alte Siedlungskern von Erstfeld liegt auf der linken Reusseite, wo ursprünglich auch die Gotthardroute vorbeiführte. Seit dem 13. Jahrhundert zogen hier täglich die einheimischen Säumer mit ihren schwerbeladenen Pferden vorbei. Doch galt Erstfeld in dieser Zeit nie als wichtiger Etappenort. Das sollte sich erst 1882 mit der Eröffnung der Gotthardbahn ändern. Fast über Nacht wurde aus dem unbedeutenden Bauerndorf ein wichtiger Eisenbahnstandort und infolgedessen ein Eisenbahnerdorf. Ab 1909 gab es eine Eisenbahner-Wohnbaugenossenschaft.
Umfangreiche Geleiseanlagen und grosse Bahngebäude prägen seither das Dorfbild. Die Bahn zog sehr schnell viele Arbeiter von auswärts an, was einen richtigen Bauboom zur Folge hatte.

## Tourismus
Neben dem Bahntourismus und den Sehenswürdigkeiten ist Erstfeld als Ausgangspunkt für zahlreiche verschiedene Outdoor-Aktivitäten bekannt. Neben zahlreichen Wanderwegen bietet Erstfeld auch in der unmittelbaren Nähe des Dorfes zahlreiche  Klettermöglichkeiten, die von einfachen bis schwierigeren Klettergrade alles bieten. Auch gilt es als Ausgangspunkt für Hochtouren im Spannortgletscher und dem Maderanertal, welches vom Hüfigletscher begrenzt wird.
Biker haben zudem die Möglichkeit von Erstfeld aus verschiedene Biketrails in Angriff zu nehmen, die teilweise auch im Schweiz Mobil gelistet und somit gut ausgeschildert sind.

## Sehenswürdigkeiten

### Jagdmattkapelle
Ein Anziehungspunkt ist die bereits 1339 erstmals erwähnte Jagdmattkapelle. Hier traf sich das Urner Volk alljährlich Ende April zur Landeswallfahrt, die mit den Jahren einen wichtigen politischen Charakter erhielt: Nach dem feierlichen Gottesdienst versammelten sich die Teilnehmer, um die Traktanden der wenige Tage später stattfindenden Landsgemeinde vorzubesprechen. Der heutige Bau im frühbarocken Stil entstand 1637/38. Die Orgel wurde im Jahr 1980 rekonstruiert, ursprünglich handelte es sich um ein Werk aus dem Jahr 1643 von dem Alpnacher Orgelbauer Niklaus Schönenbüel. Neben der Kapelle befindet sich die Erinnerungsstätte des ehemaligen Urner Gebirgsfüsilierbataillons 87.

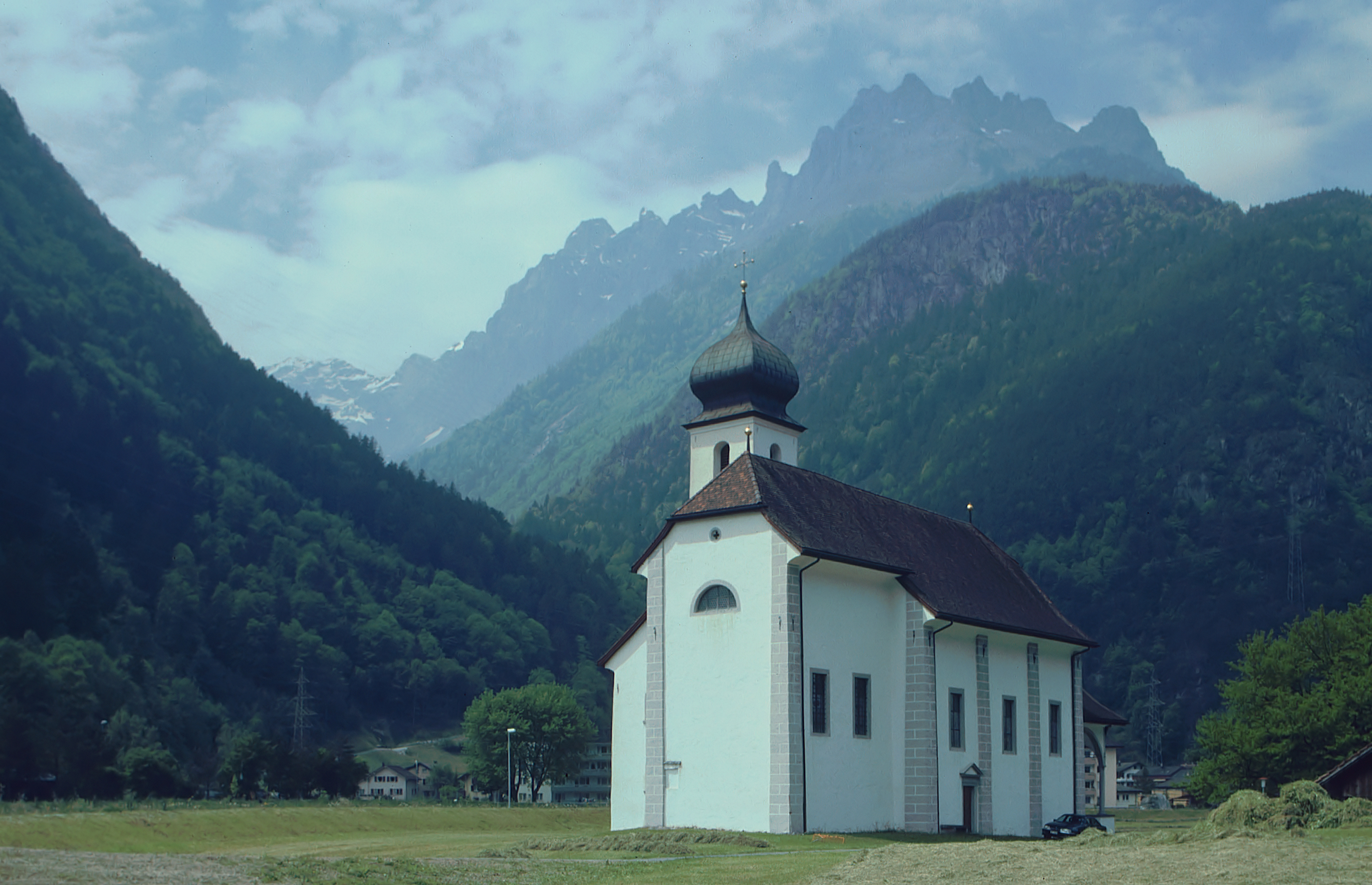
Aussenansicht, dahinter Erstfeldertal
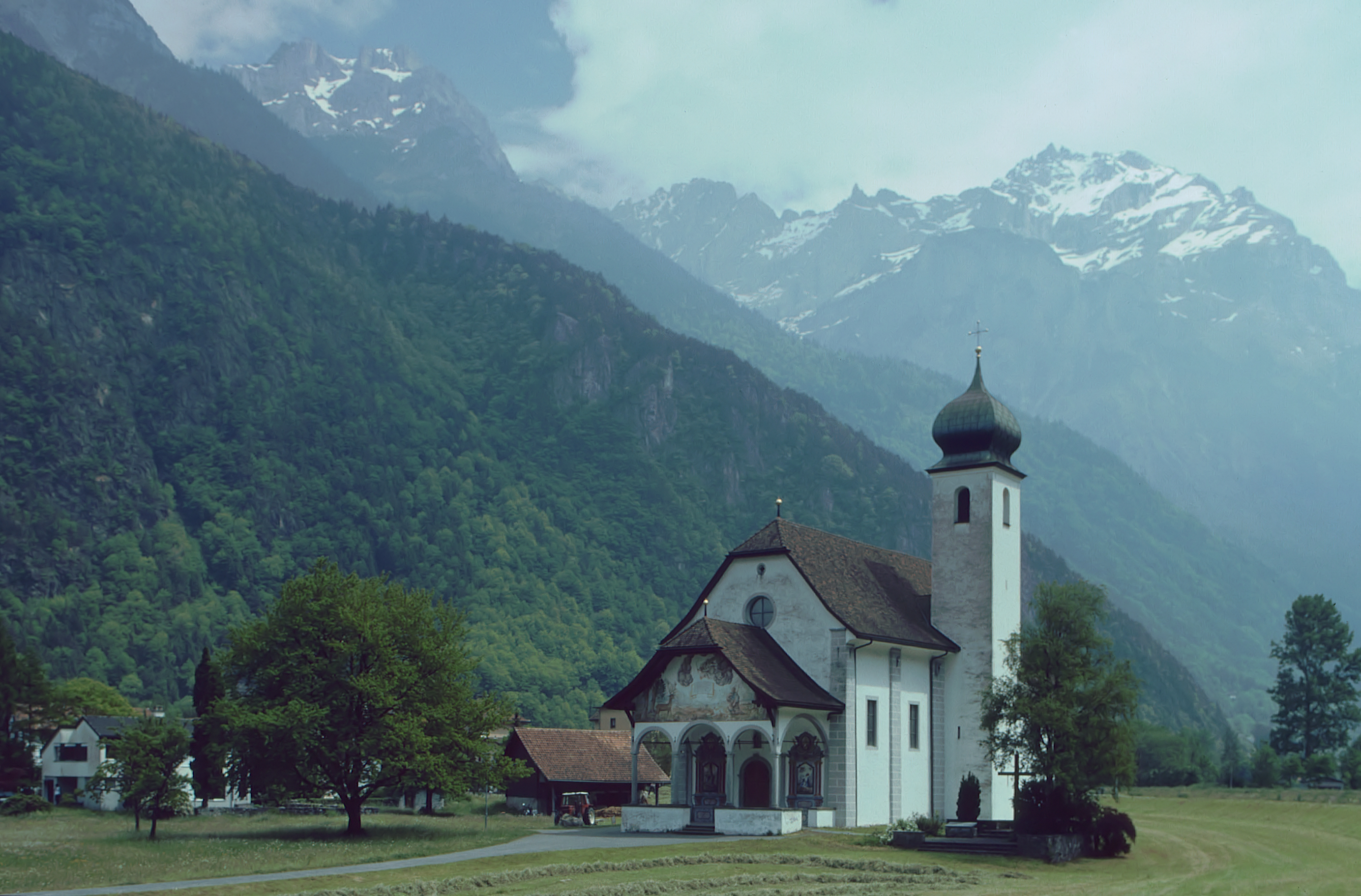
Aussenansicht – Zugangsseite
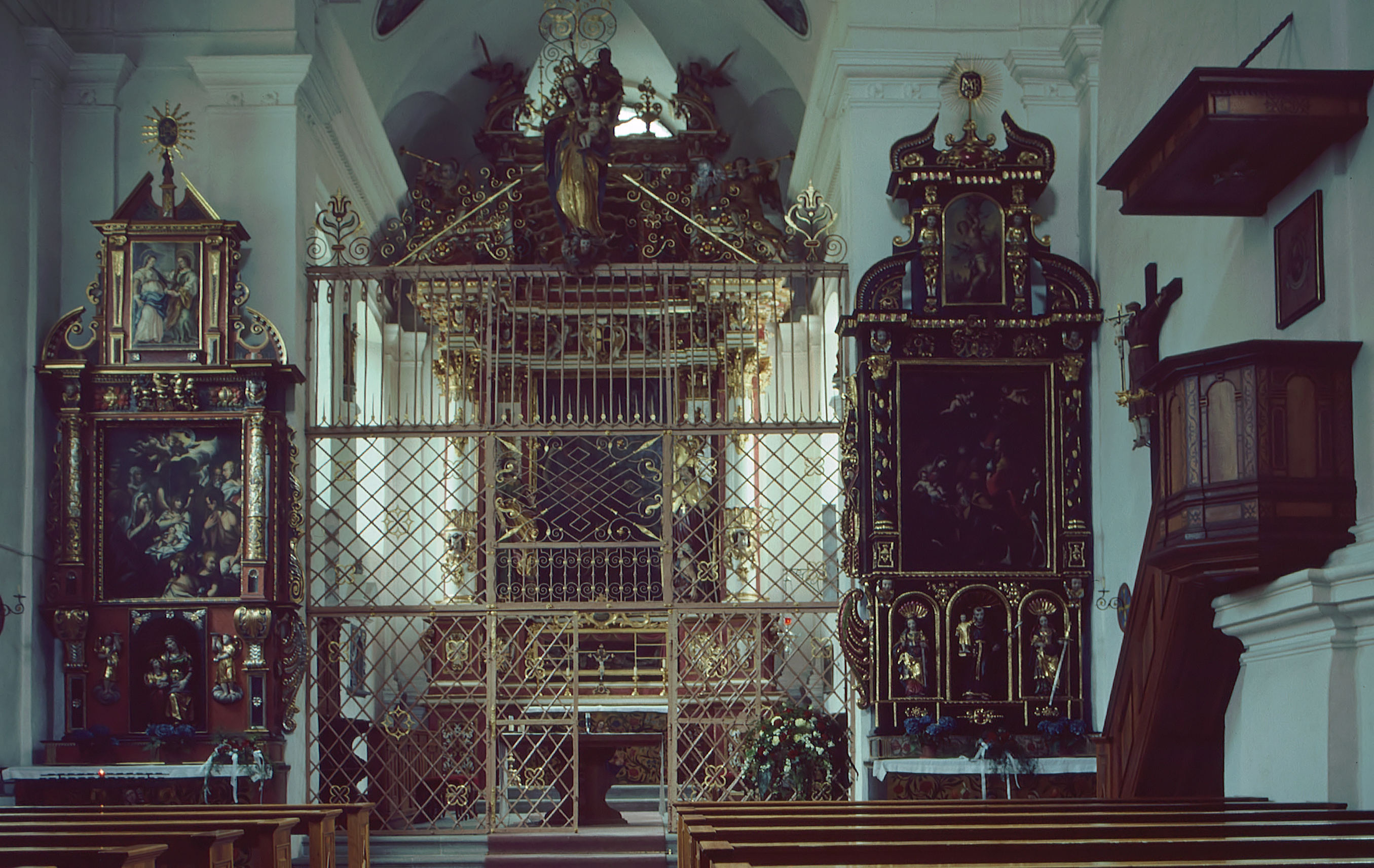
Innenansicht

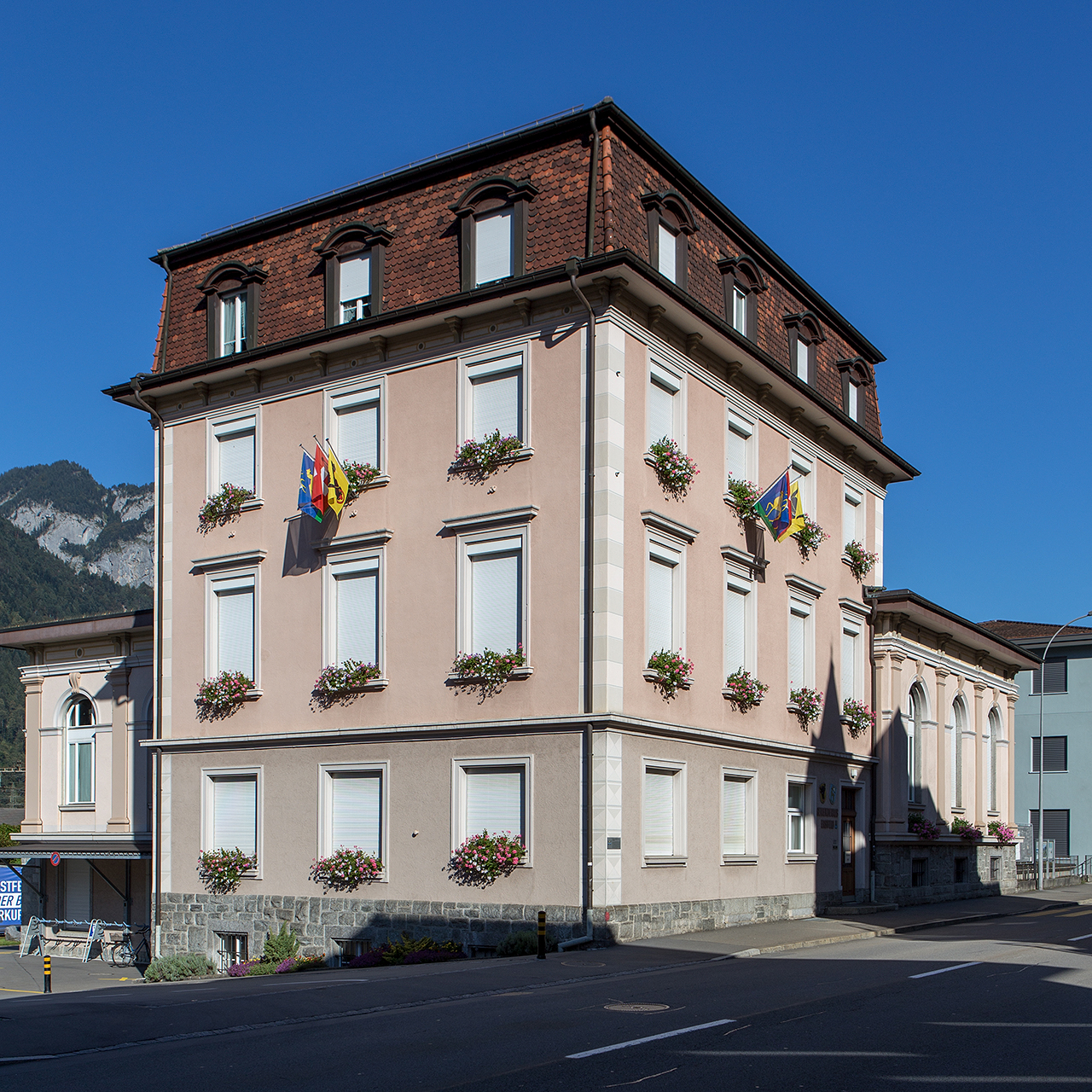
Gemeindehaus mit ehem. Casino
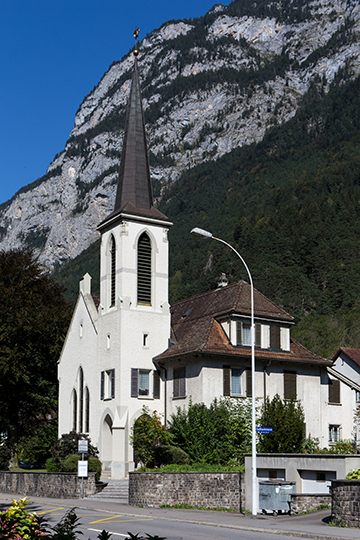
Reformierte Kirche
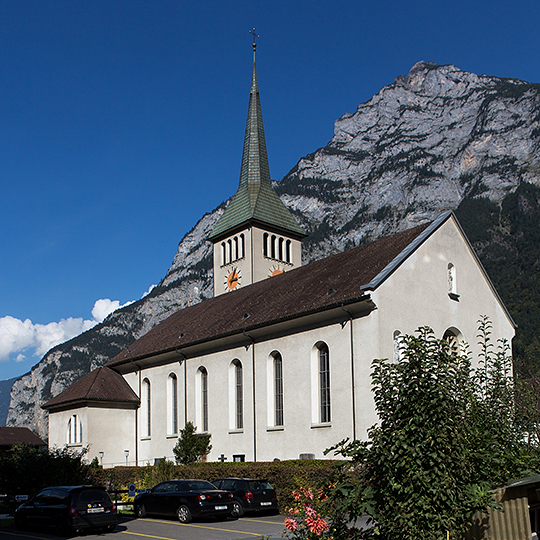
Pfarrkirche
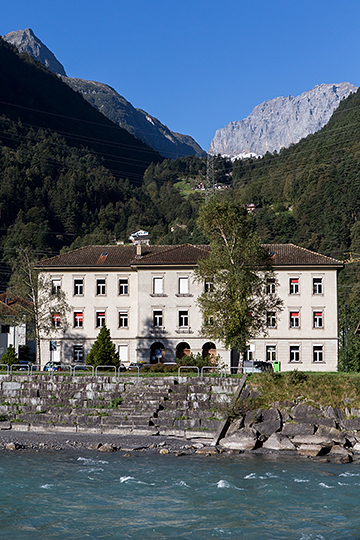
Schulhaus Kirchmatt
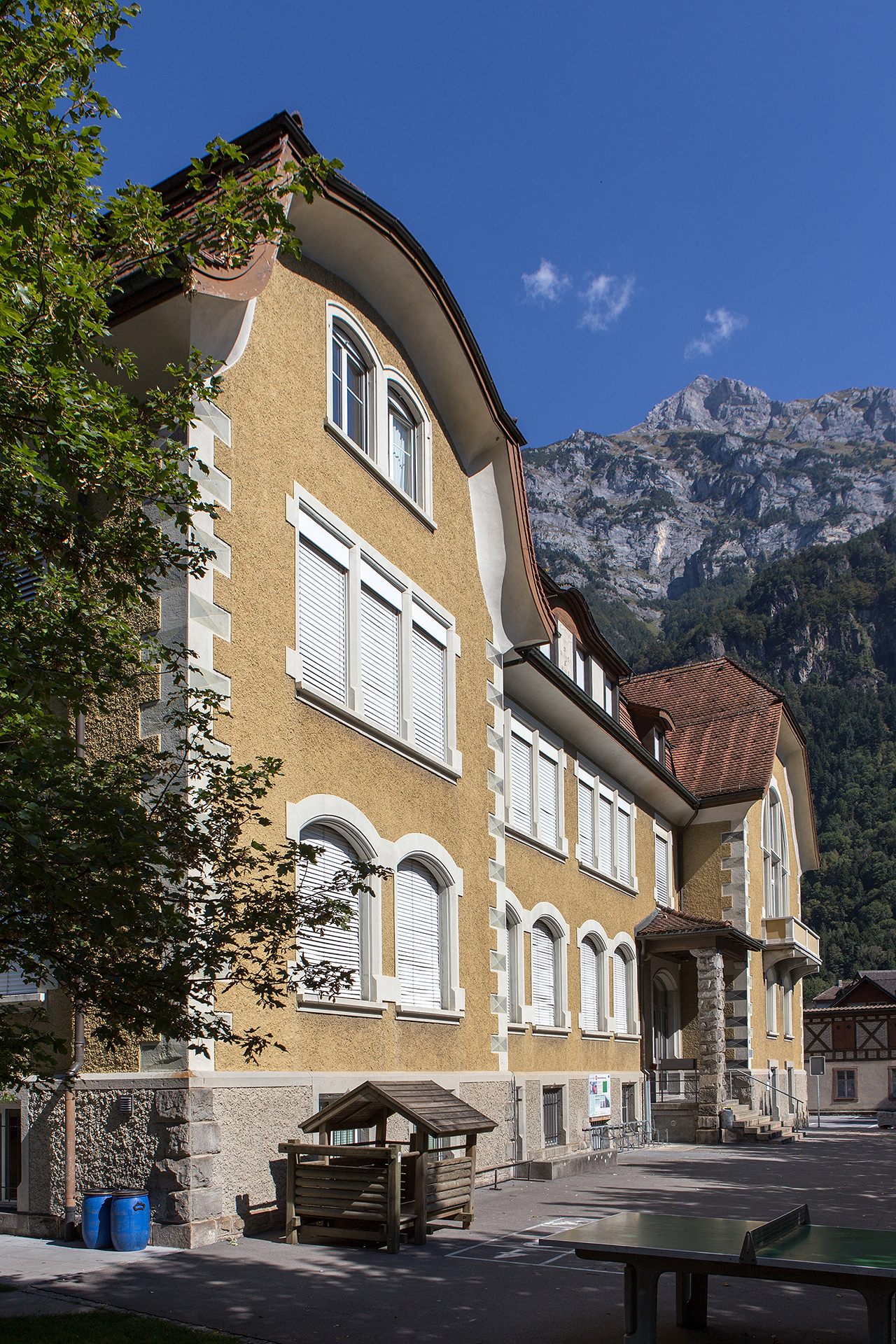
Schulhaus Stegmatt
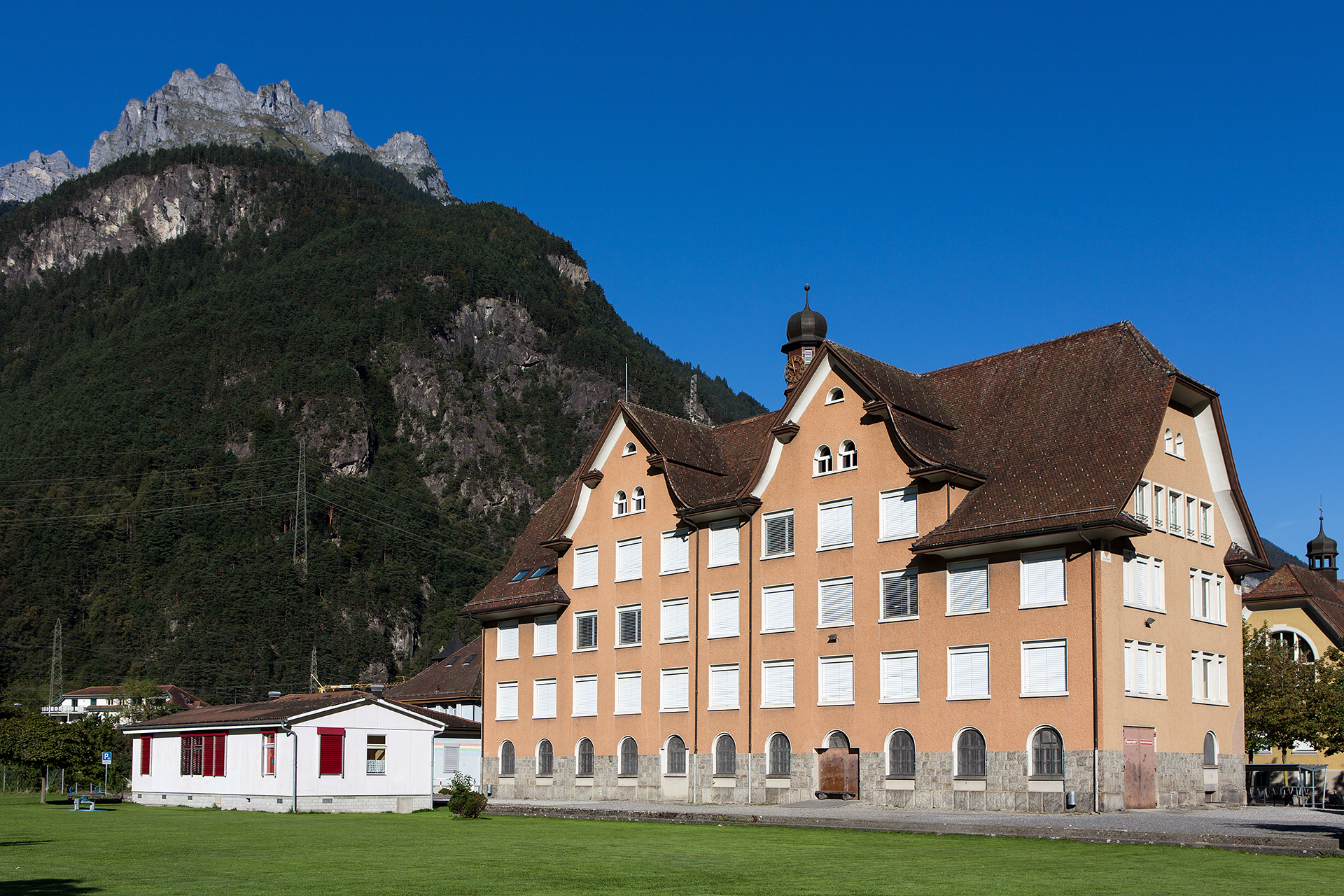
Schulhaus Wytheid
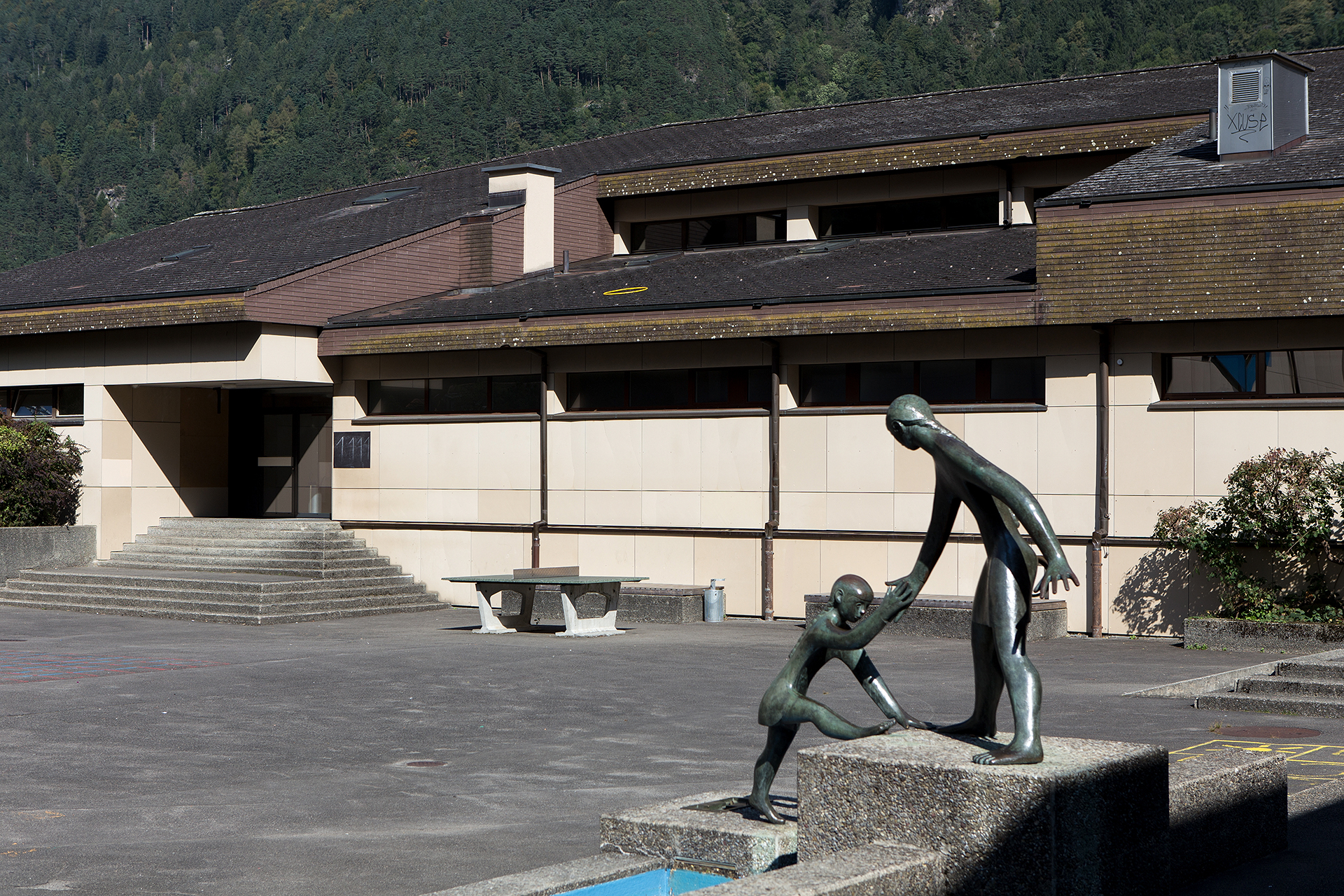
Turnhalle Jagdmatt

### Gotthardbahn und NEAT

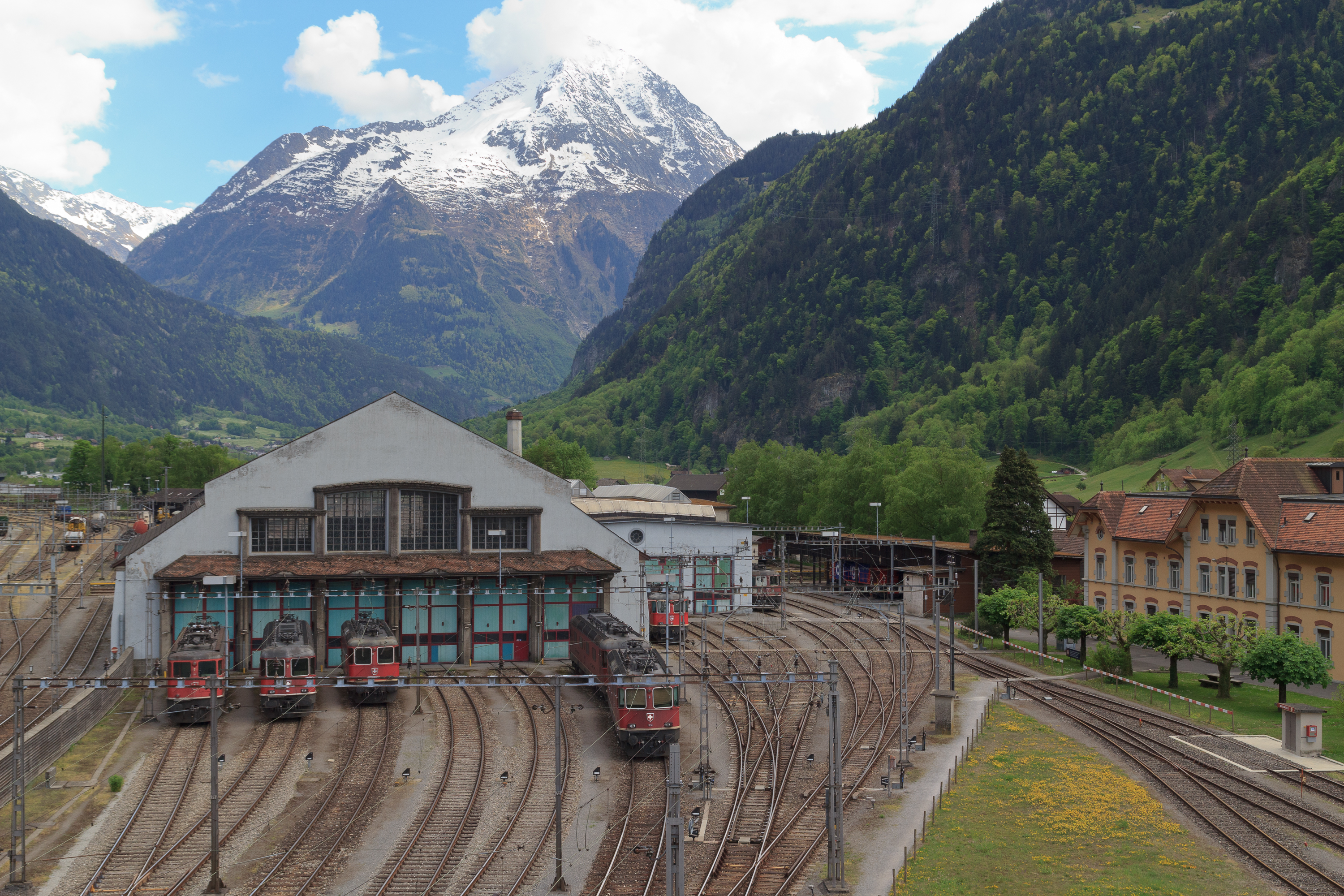
Lokremise in Erstfeld

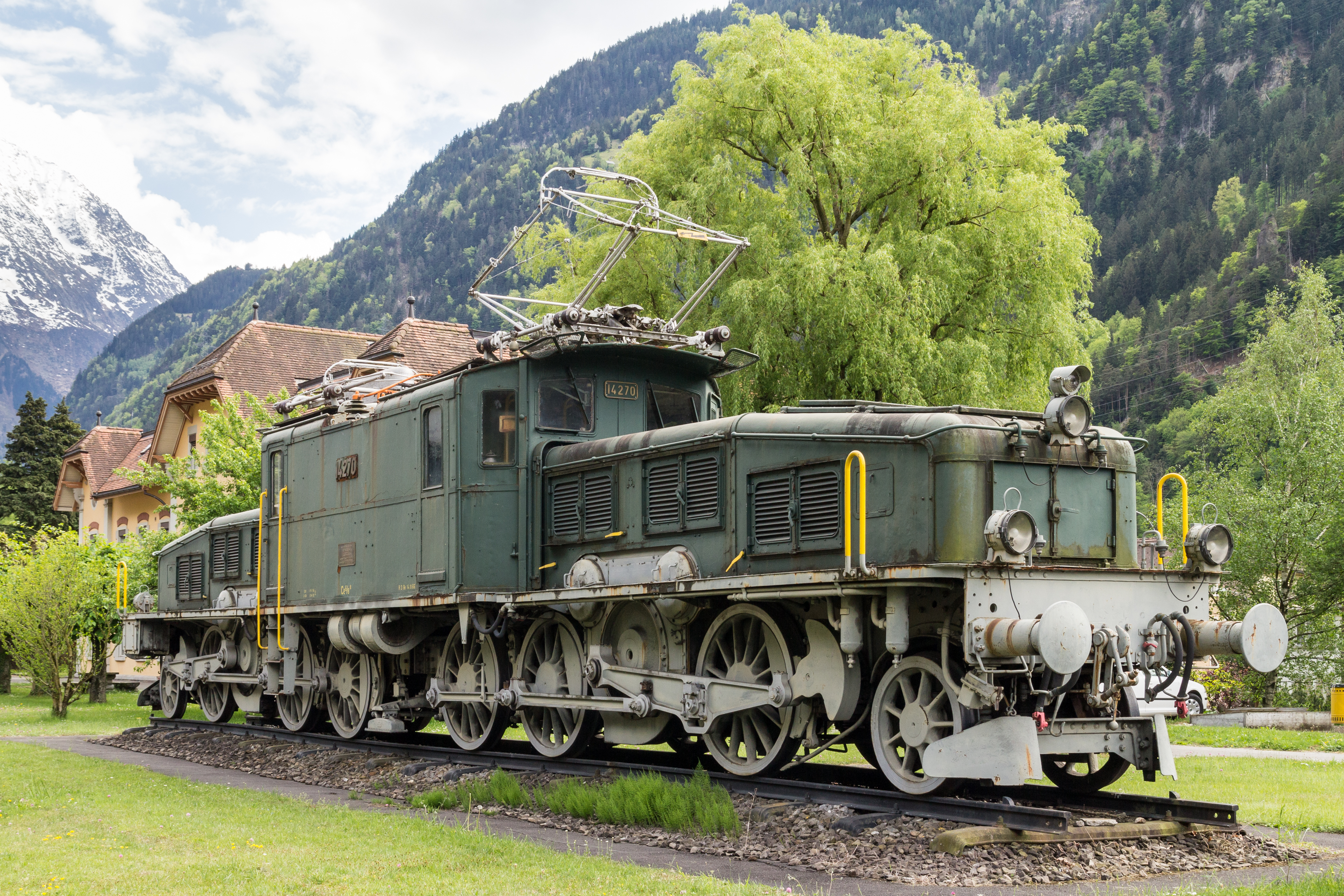
SBB Ce 6/8 II "Krokodil" Nr. 14270 in Erstfeld

Mit der Eröffnung der Gotthardbahn im Jahr 1882 wurde der Bahnhof Erstfeld zu einem wichtigen Eisenbahnstandort für den Lokomotivwechsel und das Vorhalten von Schublokomotiven für schwere Züge auf der Steigungsstrecke der Gotthardbahn, der so genannten Nordrampe hoch zum Portal des Gotthardtunnels in Göschenen.
Das Depot Erstfeld ist eine Attraktion für Eisenbahnfans. Hier war lange eine historische Gotthard-Lokomotive vom Typ Ce 6/8 (das so genannte Krokodil) ausgestellt. Es ist zudem Sitz der Stiftung Historisches Erbe der SBB (sbb-historic). Mehrere historische Triebfahrzeuge sind im Depot remisiert, darunter auch die SBB Ae 6/6 Nr. 11402, welche das zweite Serienmodell zur Entwicklung dieser bedeutsamen Baureihe von Berg-E-Loks ist.
Im Rahmen des europäischen Grossprojekts Neue Eisenbahn-Alpentransversale (NEAT) verbindet seit 2016 der Gotthard-Basistunnel Erstfeld direkt mit Bodio bei Biasca im Tessin quasi waagerecht durch den Berg. Der bisherige Anstieg, seinerzeit eine Spitzenleistung der Ingenieurskunst im 19. Jahrhundert, entfällt dadurch für einen grossen Teil der Verkehrslast (die Bergstrecke wird aber planmässig weiterhin genutzt).

### Goldschatz
1962 entdeckten zwei Italiener bei Bauarbeiten für einen Damm verzierte Hals- und Armringe, die als frühkeltische Goldarbeiten aus dem 4. Jahrhundert vor Christus identifiziert wurden.
Der Goldschatz von Erstfeld gilt als der bedeutendste Schweizer Keltenfund aus der La-Tène-Zeit. Es handelt sich um vier sehr fein hohl gearbeitete Hals- und drei Armreifen aus bis zu 95 Prozent reinem Gold von insgesamt 640 g Gewicht, praktisch neuwertigen, mit vielen Tierabbildungen verzierten Frauenschmuck. Zwei Paare aus gleich gestaltetem Hals- und Armreif sind dabei. Der Erstfelder Goldschatz gehört zu den herausragenden Meisterwerken des keltischen Kunsthandwerks mit wenigen Vergleichen in Europa nördlich der Alpen.
Er ist heute im Schweizerischen Landesmuseum in Zürich ausgestellt.

### Scheidnössli
Unter Geologen weltbekannt ist das Scheidnössli am nördlichen Dorfausgang. Hier trifft man vierzehn verschiedene Gesteinsschichten innerhalb von fünf Metern Höhe an.

## Gemeindewerke Erstfeld
Die Gemeindewerke Erstfeld (auch EWE genannt) ist eine selbstständig öffentlich-rechtliche Anstalt und hat ihren Sitz neben dem Gemeindehaus in Erstfeld. Sie ist für die Trinkwasser- und für die elektrische Energieversorgung in der Einwohnergemeinde Erstfeld zuständig. Sie bietet zudem zahlreiche Dienstleistungen für Dritte und insbesondere für die Einwohnergemeinde Erstfeld an. Als Dienstleistung für die Einwohnergemeinde sind im Wesentlichen der Betrieb und Unterhalt der öffentlichen Beleuchtung und den Betrieb der Fernwärmeanlagen für die Schulhäuser aufzuzählen. Bekannt sind die Gemeindewerke Erstfeld auch für die Erstellung der Solar- und Photovoltaikanlagen im Kanton Uri.
Schon bevor das gemeindeeigene Kraftwerk Bocki I gebaut wurde, verfügte die Einwohnergemeinde Erstfeld über eigene, elektrische Verteilanlagen und Trafostationen. Der Strom wurde damals vom EWA (Elektrizitätswerk Altdorf) bezogen. Am 19. Dezember 1928 wurde die neunköpfige Studienkommission mit der Planung des Kraftwerks Bocki I beauftragt. Am 29. September 1929 war der Bau fertiggestellt, und der Betrieb des Kraftwerks Bocki I wurde aufgenommen. Bocki II folgte in den 1960er Jahren. Anfang des 21. Jahrhunderts wurden zudem die Trinkwasserkraftwerke im Erstfeldertal realisiert.

## Persönlichkeiten
- Alois Zgraggen (1822–1888), Postkondukteur auf der Gotthard-Passstrecke
- Hans Huber (1884–1973), Verleger
- Helen Kasser (1913–2000), Künstlerin
- Anna Furrer (1913–2025), Altersrekordlerin und zeitweise älteste in der Schweiz lebende Person
- Emilie Lieberherr (1924–2011), Politikerin
- Albert Eschenmoser (1925–2023), Chemiker
- Beat Villiger (* 1944), Arzt
- Hanspeter Müller-Drossaart (* 1955), Schauspieler
- Kurt Betschart (* 1968), Radsportler
- Bruno Risi (* 1968), Radsportler
- Dimitri Moretti (* 1972), Landrat und Regierungsrat (SP)